# Cladodeptus acuticonus
Cladodeptus acuticonus är en mångfotingart som beskrevs av Niels Krabbe 1982. Cladodeptus acuticonus ingår i släktet Cladodeptus och familjen Spirostreptidae. Inga underarter finns listade i Catalogue of Life.